# Pablo Dorado
Pablo Dorado (Montevideo, 22 juni 1908 – aldaar, 18 november 1978) was een Uruguayaans voetballer. De vleugelspeler was onderdeel van de selectie van het Uruguayaans voetbalelftal voor het WK 1930. In de finale tegen Argentinië opende hij in de twaalfde minuut de score door de bal tussen de benen te schieten van de Argentijnse doelman Juan Botasso. Hij werd hiermee de eerste voetballer die scoorde in een WK-finale.
Dorado speelde clubvoetbal voor Bella Vista in Uruguay en River Plate in Argentinië.

## Interlanddoelpunten
Doelpunten Uruguay als eerst benoemd
| #  | Datum        | Stadion                                 | Tegenstander | Score | Uitslag | Competitie        |
| -- | ------------ | --------------------------------------- | ------------ | ----- | ------- | ----------------- |
| 1. | 21 juli 1930 | Estadio Centenario, Montevideo, Uruguay | Roemenië     | 1–0   | 4–0     | WK 1930           |
| 2. | 30 juli 1930 | Estadio Centenario, Montevideo, Uruguay | Argentinië   | 1–0   | 4–2     | Finale WK 1930    |
| 3. | 18 mei 1932  | Estadio Centenario, Montevideo, Uruguay | Roemenië     | 1–0   | 1–0     | Vriendschappelijk |